# W (Band)
W (gelesen als Double You) war eine J-Pop-Girlgroup unter dem Schirm des Hello! Projects, die von 2004 bis 2006 bestand.

## Werdegang
Das Duo entstand kurz nachdem bekannt wurde, dass Tsuji und Kago die Gruppe Morning Musume verlassen werden. Ebenfalls zu dieser Zeit löste sich Minimoni auf, eine weitere Gruppe, an der die beiden mitwirkten. Zuvor wurde bereits Tanpopo aufgelöst, in der Kago Mitglied war. Frei von sonstigen Verpflichtungen konnten sich beide Mitglieder nun W widmen.
Als eine Boulevardzeitung Kago im Jahre 2006 beim Rauchen erwischte und sie darauf für kurze Zeit aus dem „Hello! Project“ ausgeschlossen wurde, vereinbarte man für W eine Auszeit. Diese wurde jedoch nie beendet, da Kago nach einem zweiten Skandal 2007 gefeuert wurde. Tsuji wurde darauf Teil einer anderen Untergruppe des „Hello! Projects“ names Gyaruru (ギャルル).
W veröffentlichte insgesamt sechs Singles, darunter drei Top-Ten-Singles, und zwei Alben. Weitere Veröffentlichungen, mindestens eine Single und ein Album, deren Namen und Veröffentlichungsdaten bekannt waren, wurden abgesagt.
2018 gab es nach 12 Jahren wieder Kontakt zwischen Ai Kago und dem Hello! Project. Sie wurde zu den Jubiläums-Festlichkeiten des 20. Geburtstags des Projekts eingeladen. Zu diesem Zeitpunkt war Tsuji jedoch schwanger, sodass die beiden nicht zusammen auf der Bühne stehen konnten. Ein Jahr später, im März 2019, trat das Duo dann zum ersten Mal nach 13 Jahren wieder gemeinsam auf. Am selben Tag wurden mehrere Lieder digital veröffentlicht, die eigentlich für ihre siebte Single und ihr drittes Album geplant waren.

## Diskografie

### Studioalben
| Jahr | Titel               | Höchstplatzierung, Gesamtwochen, AuszeichnungChartsChartplatzierungen (Jahr, Titel, Platzierungen, Wochen, Auszeichnungen, Anmerkungen) | Anmerkungen                                              |
| Jahr | Titel               | JP | Anmerkungen                                              |
| ---- | ------------------- | --- | -------------------------------------------------------- |
| 2004 | Duo U&U (デュオU&U) | JP4 Gold · (12 Wo.)JP | Erstveröffentlichung: 2. Juni 2004 Verkäufe JP: + 85.017 |
| 2005 | 2nd W               | JP11 (4 Wo.)JP | Erstveröffentlichung: 2. März 2005 Verkäufe JP: + 27.534 |

### Singles
| Jahr | Titel Album                                  | Höchstplatzierung, Gesamtwochen, AuszeichnungChartsChartplatzierungen (Jahr, Titel, Album, Platzierungen, Wochen, Auszeichnungen, Anmerkungen) | Anmerkungen                                                   |
| Jahr | Titel Album                                  | JP | Anmerkungen                                                   |
| ---- | -------------------------------------------- | --- | ------------------------------------------------------------- |
| 2004 | Koi no Vacance (恋のバカンス) Duo U&U        | JP10 (6 Wo.)JP | Erstveröffentlichung: 19. Mai 2004 Verkäufe JP: + 39.226      |
| 2004 | Aa Ii Na! (あぁ いいな!) 2nd W               | JP7 (9 Wo.)JP | Erstveröffentlichung: 18. August 2004 Verkäufe JP: + 41.581   |
| 2004 | Robo Kiss (ロボキッス) 2nd W                 | JP5 (5 Wo.)JP | Erstveröffentlichung: 14. Oktober 2004 Verkäufe JP: + 30.239  |
| 2005 | Koi no Fūga (恋のフーガ) 2nd W               | JP12 (4 Wo.)JP | Erstveröffentlichung: 9. Februar 2005 Verkäufe JP: + 20.922   |
| 2005 | Ai no Imi o Oshiete! (愛の意味を教えて!) –   | JP11 (5 Wo.)JP | Erstveröffentlichung: 18. Mai 2005 Verkäufe JP: + 21.408      |
| 2005 | Miss Love Tantei (Missラブ探偵) Petit Best 6 | JP13 (4 Wo.)JP | Erstveröffentlichung: 7. September 2005 Verkäufe JP: + 18.099 |

## Musicals
- Fushigi Shōjo Tantei Cara & Mel: Ma no Violin Tōnan Jiken (ふしぎ少女探偵 キャラ&メル 魔のヴァイオリン盗難事件, „Die wundersamen Mädchendetektive Cara & Mel: Der Fall der gestohlenen Teufelsvioline“, vom 18. März bis zum 10. April 2005)

## Fotobücher
- U+U=W (4. Dezember 2004)
- 50W (6. Januar 2005)